# Lule-archipel
De Lule-archipel is een archipel in de Botnische Golf, nabij de monding van de rivier Lule, gevormd door meer dan 700 eilanden en scheren. De archipel valt onder het bestuur van de gemeente Luleå in Zweden. Het is onderdeel van de scherenkust in dit gebied, die zich naar het oosten tot voorbij de grens met Finland uitstrekt. Deze kust is al millennia bekend bij de oorspronkelijke bevolking van Saami en Finnen. Doordat het nu Zweeds grondgebied is, hebben de eilanden Zweedse achtervoegsels -ö, -ön, -skär of -holmen meegekregen. Er zwemt veel zalm in de zee om de Lule-archipel.
De archipel omvat onder andere de eilanden Sigfridsön, Ytterstholmen en Östreklacken. De Rånefjärden is een baai in de Botnische Golf, die door het eiland Laxön wordt afgesloten. De groep eilanden van de Lule-archipel die binnen de Rånefjärden liggen, wordt de Råne-archipel genoemd. De Lule-archipel loopt naar het oosten door onder de naam Kalix-archipel. Die ligt in de gemeente Kalix.
Het aantal eilanden is in de loop der eeuwen aan verandering onderhevig geweest. Scandinavië stijgt door postglaciale opheffing ten opzichte van de zee en hier is dat duidelijk merkbaar: sommige eilanden zijn, al dan niet met hulp van de mens, aan het vasteland vastgegroeid en sommige eilanden zijn aan elkaar gegroeid, bijvoorbeeld Germandön en Bastaholmen, en er zijn nieuwe eilanden ontstaan, zonder dat er sprake is van vulkanische activiteit in het gebied. Het landoppervlak van de gemeente Luleå neemt navenant toe met ongeveer twee vierkante kilometer per jaar. 
De meeste eilanden zijn onbewoond of semibewoond met alleen recreatiewoningen. Sommigen hadden in het verleden vaste bewoning, maar de bewoners zijn weggetrokken. Delen van de archipel zijn natuurreservaat en kunnen of mogen behalve in noodgevallen niet worden bezocht. Enkele eilanden hebben een vliegveld met schuilcabines, uitgerust met telecommunicatiemiddelen, voor de plaatselijke  vissers en voor watersporters die door slecht weer in de problemen komen. Daarnaast staan er verspreid over de archipel enige kapellen.
De meeste eilanden hebben geen verbinding met het vasteland. Door de noordelijke ligging en doordat de Botnische Golf hier zoetwater bevat, bevriest het water hier 's winters snel. De eilanden zijn dan over het ijs eenvoudig met een vervoermiddel naar eigen keuze bereikbaar. 